# Mêlée (Kriegführung)
Mêlée (frz. ‚Getümmel‘) ist die Taktik bzw. Situation bei einer Seeschlacht. Kennzeichen ist die Aufhebung der klaren Gefechtsordnung, z. B. des Fahrens in Formation, im Verlaufe der Schlacht. Der Kampf Flotte gegen Flotte löst sich auf in Gefechte Schiff gegen Schiff auf kurzer Distanz bis hin zum Enterkampf.

## Geschichte des Mêlée
Das Mêlée ergab sich in der Frühzeit oft aus der mangelnden Fähigkeit der Flotten, Manöver im großen Verband durchzuführen. Die ersten, die das Mêlée zur Taktik machten, waren die Römer, die die Nahkampfstärke ihrer Schiffe gezielt steigerten, indem sie diese mit einem Corvus (Enterbrücke) versahen und die Besatzung durch nahkampfstarke Infanterie verstärkten. 
Dennoch blieb die vorherrschende Taktik im Mittelmeer über lange Zeit der gezielte Rammstoß, der nur mit schnellen und windunabhängigen Schiffen wie Trieren oder Galeeren möglich ist.
In Nordeuropa entwickelte sich das Mêlée im Mittelalter erneut zur vorherrschenden Taktik, da die Ruderschiffe des Mittelmeeres den rauen Bedingungen von Nord- und Ostsee nicht gewachsen waren und die robusten Segelschiffe der Nordeuropäer im Gefecht zu träge waren, um gezielt rammen zu können. Zu diesem Zweck errichtete man vorn und achtern hohe Kastelle, um den Feind aus überlegener Höhe bekämpfen zu können.
Mit dem Aufkommen von Artillerie zum Ende des Mittelalters änderte sich an dieser Taktik wenig, da die ersten Geschütze, oftmals geladen mit Kieselsteinen, Eisenschrot oder gehacktem Blei, vornehmlich gegen die feindliche Besatzung eingesetzt wurden.
Mit der Erfindung der Stückpforte um 1500 wurde es möglich, schwere Geschütze an Bord zum Einsatz zu bringen, die in der Lage waren, gegnerische Schiffe ernsthaft zu beschädigen. Die Engländer setzten diese Möglichkeit als erste konsequent um. Am Ende des Kampfes gegen die Spanische Armada 1588 nutzten sie erfolgreich schnelle, schwer bewaffnete Galeonen, denen die hohen Kastelle fehlten.
Mit der Entwicklung der Galeone zum Linienschiff wurde das Gefecht in der Kiellinie zur vorherrschenden Schlachtordnung. Trotzdem endeten viele Schlachten weiterhin im Mêlée, was auf die begrenzten Möglichkeiten zur Kommunikation, Koordination und Führung der damaligen Flotten zurückzuführen ist. 
Die Einführung der nahkampfstarken Karronade Ende des 18. Jahrhunderts in der britischen Flotte führte zu einer Rückkehr zur Mêléetaktik. Die Briten, die nun trotz kleinerer Schiffe im Nahkampf dank der neuen Waffe überlegen waren, versuchten systematisch den Gegner im Mêlée zu vernichten (z. B. in der Schlacht von Trafalgar).